# Königswartha
Königswartha (en haut-sorabe: Rakecy) est une commune de Saxe (Allemagne), située dans l'arrondissement de Bautzen, dans le district de Dresde. Sa population était de 3 463 habitants au 31 décembre 2018.

## Municipalité

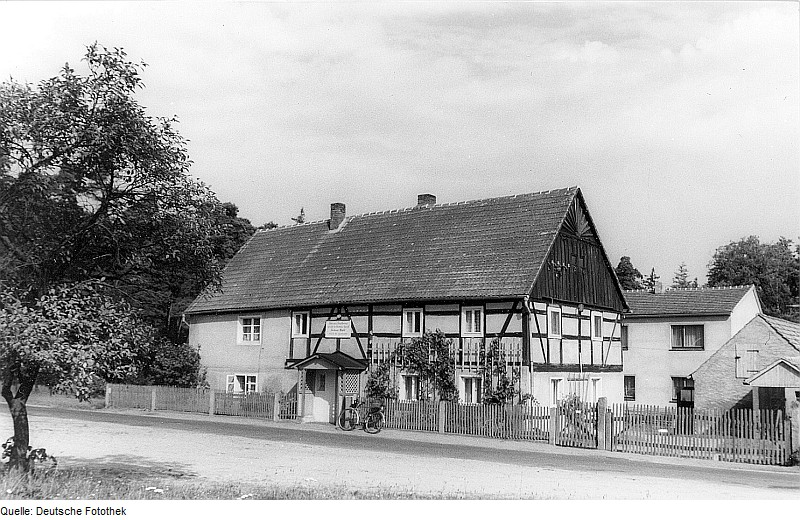
L'ancienne auberge d'Oppitz, photographie de Günter Rapp en 1987

Plusieurs petits villages ou hameaux, outre Königswartha (2 436 habitants), ont été intégrés à la commune. Il s'agit de
- Caminau/Kamjenej, 98 habitants
- Commerau/Komorow, 276 habitants
- Entenschenke/Kača Korčma, 27 habitants
- Eutrich/Jitk, 86 habitants
- Johnsdorf/Jeńšecy, 61 habitants
- Neudorf/Nowa Wjes, 91 habitants
- Niesendorf/Niža Wjes, 40 habitants
- Oppitz/Psowje, 207 habitants
- Truppen/Trupin, 83 habitants
- Wartha/Stróža, 382 habitants

## Géographie
La commune est traversée par la petite rivière Schwarzwasser, affluent de l'Elster Noire.

## Histoire
L'endroit a été mentionné en 1350 pour la première fois par écrit sous le nom de Conigswarte en tant que petite ville ayant acquis ses privilèges de marché. Son nom dérive d'une tour de garde (Wartturm) construite pour surveiller les territoires du roi de Bohême. Elle surveillait en effet la route de Bautzen à Hoyerswerda.
Jusqu'au congrès de Vienne (1815), Königswartha était une ville frontière entre le royaume de Saxe et le royaume de Prusse auquel elle a finalement été intégrée. La frontière passait au nord du village. Deux bornes frontière restaurées en septembre 2008 sont visibles aujourd'hui sur la place du marché.
Königswartha comptait 1 119 habitants en 1884, dont 87 % (969) étaient Sorabes.

## Monuments

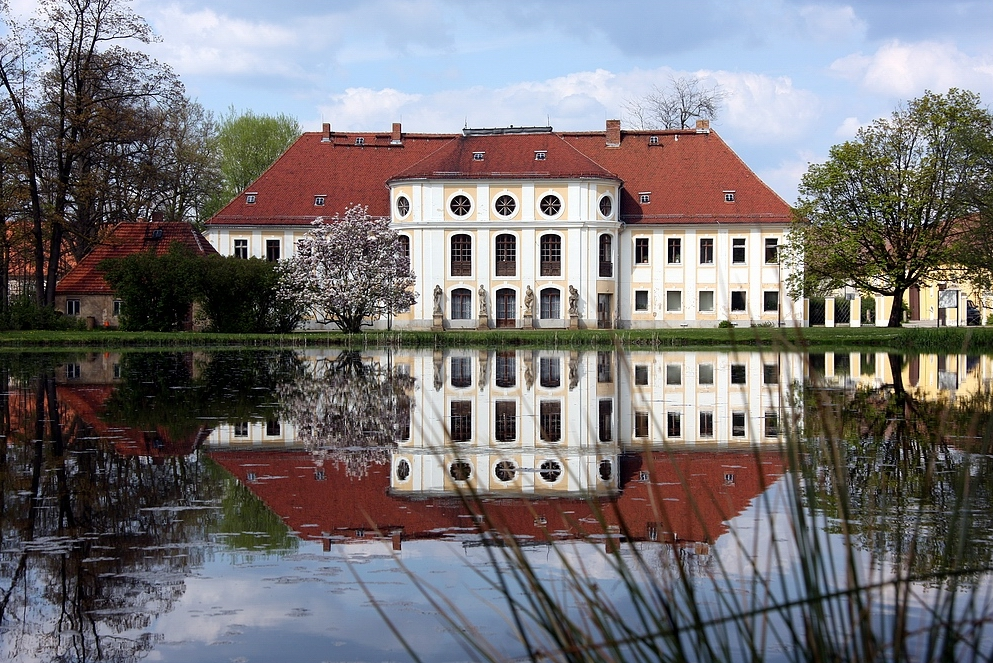
Vue du château de Königswartha

- Église luthérienne-évangélique
- Château de Königswartha (1780)